# Styphelieae
Styphelieae es una tribu de plantas fanerógamas perteneciente a la familia Ericaceae. El género tipo es: Styphelia Sol. ex Sm. Incluye los siguientes géneros:

## Géneros
- Acrotriche - Androstoma - Astroloma - Brachyloma - Coleanthera - Conostephium - Croninia - Cyathodes - Cyathopsis - Decatoca - Leptecophylla - Leucopogon - Lissanthe - Melichrus - Monotoca - Pentachondra - Planocarpa - Styphelia - Trochocarpa